# Открытый чемпионат Австралии по теннису 2022
О турнирах в одиночных разрядах см.: мужчины, женщины
Открытый чемпионат Австралии 2022 (англ. 2022 Australian Open) — 110-й юбилейный розыгрыш ежегодного профессионального теннисного турнира серии Большого шлема, проводящегося в австралийском городе Мельбурн на кортах спортивного комплекса «Мельбурн-Парк». Традиционно будут выявлены победители соревнований в пяти разрядах у взрослых: в двух одиночных и трёх парных.
Матчи квалификации прошли с 10 по 14 января. Матчи основных сеток Открытого чемпионата Австралии 2022 проходят с 17 по 30 января. Соревнование традиционно открывает сезон турниров серии Большого шлема в рамках календарного года. Как и в предыдущие годы, главным спонсором турнира является Kia. Призовой фонд 110-го юбилейного турнира составил 54 000 000 $.

## Победители

### Взрослые

#### Мужчины. Одиночный разряд
Рафаэль Надаль —  Даниил Медведев — 2-6, 6-7(5-7), 6-4, 6-4, 7-5.
- Надаль шестой раз в карьере играл в финале Открытого чемпионата Австралии и второй раз победил после 2009 года.
- 29-й финал турниров Большого шлема за карьеру для Надаля (21 победа — 8 поражений).
- Медведев второй раз подряд играл в финале турнира и вновь уступил.
- Медведев (наряду с Маратом Сафиным) стал рекордсменом среди всех советских и российских теннисистов по участиям в финалах турниров Большого шлема в мужском одиночном разряде (4).
- Впервые с 1965 года победитель сумел отыграться в финале со счёта 0-2 по сетам.
- 4-й раз за последние 6 турниров в финале было сыграно 5 сетов.

#### Женщины. Одиночный разряд
Эшли Барти —  Даниэль Коллинз — 6-3, 7-6(7-2).
- Барти впервые выиграла домашний турнир серии Большого шлема. Для первой ракетки мира этот титул стал третьим на мейджорах и 15-м на уровне WTA Тура.
- Барти — первая за 44 года австралийка, одержавшая победу на турнире в Мельбурне. В Открытой эре чемпионат выигрывали лишь три местные теннисистки: Маргарет Корт, Ивонн Гулагонг-Коули и Крис О’Нилл.
- За весь турнир победительница не проиграла ни одной партии. До финального матча ни одна из соперниц не смогла выиграть у Барти более четырёх геймов за сет.
- Австралийка ранее не проигрывала в финалах на турнирах Большого шлема. В активе Барти титулы мейджоров на всех трёх покрытиях — грунте (2019), траве (2021) и харде (2022).
- Коллинз впервые сыграла в финале турнира серии Большого шлема. Ранее её высшим достижением на мейджорах был полуфинал Australian Open 2019.

#### Мужчины. Парный разряд
Танаси Коккинакис /  Ник Кирьос —  Мэттью Эбден /  Макс Пёрселл — 7-5, 6-4.
- Коккинакис и Кирьос впервые стали чемпионами турнира серии Большого шлема. Для австралийцев этот титул стал вторым на профессиональном уровне в парном разряде.
- Коккинакис и Кирьос — первые в истории победители мейджора в мужском парном разряде, которым было предоставлено специальное приглашение в основную сетку.
- Представитель Австралии впервые с 2017 года победил в мужском парном разряде. Пять лет назад победу в Мельбурне совместно с Хенри Континеном одержал Джон Пирс.
- Впервые за 22 года победу на мейджоре одержал дуэт, состоявший из двух австралийских теннисистов. Последний раз это достижение покорялось Тодду Вудбриджу и Марку Вудфорду.
- В мужском парном турнире в Мельбурне финалисты представляли одну страну. Эта встреча стала первым за 6 лет решающим поединком, когда все участники являлись соотечественниками (на Уимблдонском турнире 2016 года французы Николя Маю и Пьер-Юг Эрбер обыграли Жюльена Беннето и Эдуара Роже-Васслена). В Открытой эре подобные финалы проводились 25 раз, при этом в 15 из них титул разыгрывали между собой австралийцы.
- Для Эбдена этот финал стал дебютным на турнирах серии Большого шлема в мужском парном разряде (ранее в Мельбурне Эбден дважды выходил в финал микста, один из них выиграл), а Пёрселл повторил достижение 2020 года (в финале сыграл с Люком Сэвиллом, получив ранее приглашение в основную сетку).

#### Женщины. Парный разряд
Барбора Крейчикова /  Катерина Синякова —  Анна Данилина /  Беатрис Хаддад Майя — 6-7(3), 6-4, 6-4.
- Крейчикова и Синякова впервые в карьере выиграли Открытый чемпионат Австралии. Для чешского дуэта этот титул стал четвёртым на турнирах серии Большого шлема. Крейчикова и Синякова вплотную приблизились к уникальному достижению — «карьерному супер шлему» (титулы на всех четырёх турнирах серии Большого шлема, Олимпийских играх и Итоговом турнире WTA); для этого Крейчиковой и Синяковой необходима победа на Открытом чемпионате США.
- За время совместных выступлений Крейчикова и Синякова выиграли 11-й титул на уровне WTA Тура (У Крейчиковой эта победа — 12-я в карьере, у Синяковой — 16-я).
- Данилина и Хаддад Майя дебютировали в финалах мейджоров. На турнире в Сиднее, который предшествовал Открытому чемпионату Австралии, теннисистки одержали победу.
- Хаддад Майя — первая с 1968 года бразильская теннисистка, сыгравшая в финале турнира серии Большого шлема в женском парном разряде. Единственной представительницей Бразилии, которая участвовала в решающей встрече, являлась Мария Буэно.
- Данилина — вторая финалистка мейджора из Казахстана в женском парном разряде. Ярослава Шведова участвовала в матчах за титул шесть раз, два из которых завершились победой.

#### Смешанный парный разряд
Кристина Младенович /  Иван Додиг —  Джейми Форлис /  Джейсон Кублер — 6-3, 6-4.
- Младенович выиграла третий титул на турнирах серии Большого шлема в смешанном парном разряде (оба предыдущих титула — в паре с Даниэлем Нестором). Для Додига эта победа стала четвёртой на мейджорах в миксте (все три победы хорват одержал совместно с Латишей Чан).
- Форлис и Каблер впервые сыграли в финале на турнире уровня WTA и ATP. По состоянию на 17 января 2022 года для австралийки наивысшей позицией в парном рейтинге являлось 138-е место, а на счету её партнёра — ни одной победы на турнирах Ассоциации теннисистов-профессионалов в парном разряде при двух поражениях.

## Общая информация

### Рейтинговые очки

#### Взрослые
Ниже представлено распределение рейтинговых очков теннисистов на серии турниров Большого шлема.
| Разряд / стадия   | Титул | Финал | 1/2 финала | 1/4 финала | 1/8 финала | 1/16 финала | 1/32 финала | 1/64 финала | Победа в квалификации | Финал квалификации | Второй круг квалификации | Первый круг квалификации |
| Мужской одиночный | 2000  | 1200  | 720        | 360        | 180        | 90          | 45          | 10          | 25                    | 16                 | 8                        | 0                        |
| Мужской парный    | 2000  | 1200  | 720        | 360        | 180        | 90          | 0           | н/д         | н/д                   | н/д                | н/д                      | н/д                      |
| Женский одиночный | 2000  | 1300  | 780        | 430        | 240        | 130         | 70          | 10          | 40                    | 30                 | 20                       | 2                        |
| Женский парный    | 2000  | 1300  | 780        | 430        | 240        | 130         | 10          | н/д         | н/д                   | н/д                | н/д                      | н/д                      |

### Призовые деньги
| Разряд             | Титул       | Финал       | 1/2 финала  | 1/4 финала | 1/8 финала | 1/16 финала | 1/32 финала | 1/64 финала | Финал квалификации | Второй круг квалификации | Первый круг квалификации |
| Одиночный          | A$4 400 000 | A$2 200 000 | A$1 100 000 | A$600 000  | A$300 000  | A$180 000   | A$140 000   | A$90 000    | A$50 500           | A$33 000                 | A$24 000                 |
| Парный *           | A$800 000   | A$400 000   | A$200 000   | A$110 000  | A$62 000   | A$40 000    | A$25 000    | н/д         | н/д                | н/д                      | н/д                      |
| Смешанный парный * | A$190 000   | A$100 000   | A$50 000    | A$24 000   | A$12 000   | A$6250      | н/д         | н/д         | н/д                | н/д                      | н/д                      |

* на двоих игроков